# Pearl (Kurzfilm)
Pearl ist ein animierter Kurzfilm von Patrick Osborne aus dem Jahr 2016. Der Film wurde von Google Spotlight Stories produziert und in Zusammenarbeit mit Evil Eye Pictures animiert. Es war der zweite Film, bei dem die beiden Unternehmen zusammengearbeitet hatten.

## Inhalt
Der Film handelt von einer Vater-Tochter-Beziehung. Diese Beziehung wird aus der Perspektive eines imaginären Beifahrers in deren Auto geschildert.
Am Anfang des Films findet die Tochter im verlassenen, alten Auto ein Tonbandgerät. Als sie dieses startet, kommen ihr Kindheitserinnerungen, wie sie mit ihrem Vater durch die USA reiste und sie ihren Lebensunterhalt durch Gitarrenspielen und Singen verdienten, und an die Zeit, als ihr Vater das Nomadenleben hinter sich ließ, um mit ihr in einem Wohnwagen zu leben. Auch Erinnerungen an ihre Schulzeit und Jugend tauchen auf. Im Laufe der Zeit werden sie immer älter und die Tochter fängt selbst an als Musikerin zu arbeiten und eigene Songs mit ihren Freunden als Band aufzunehmen. Der Film geht wieder in die Anfangsszene über und endet damit, dass die Tochter dann mit diesem Auto ihren Vater zu einem ihrer Konzerte fährt.
Im Film werden verschiedene Situationen mit einem vom Vater geschriebenen Lied unterlegt. Es gibt nur kurze eigentliche Dialoge.

## Auszeichnungen
Der Film wurde bei der Oscarverleihung 2017 als erster Virtuelle-Realität-Kurzfilm für den Oscar in der Kategorie Bester animierter Kurzfilm nominiert, musste sich aber dem Film Piper von Alan Barillaro und Marc Sondheimer geschlagen geben.
Bei der 44. Annie-Award-Verleihung konnte der Film drei Auszeichnungen bei vier Nominierungen gewinnen. So gewann Patrick Osborn einen Preis für die Regie, Scot Stafford, Alexis Harte und JJ Wiesler für die Musik und Tuna Bora für das Szenenbild. Der Film musste sich jedoch in der Kategorie Best Animated Short Subject wie schon bei der Oscarverleihung Piper geschlagen geben. Außerdem konnte der Film einen Emmy in der Kategorie Outstanding Innovation bei der 69. Primetime-Emmy-Verleihung gewinnen.